# 奈良県道222号今木出口線
奈良県道222号今木出口線（ならけんどう222ごう いまきでぐちせん）は、奈良県吉野郡大淀町を通る一般県道である。

## 概要
吉野郡大淀町大字今木から吉野郡大淀町大字西増に至る。
国道309号から分かれ、吉野郡大淀町北部の龍門山地南麓を東進した後、南下して国道169号へ至る。国道169号の土田交差点付近では渋滞が激しいため、橿原市方面と吉野郡吉野町方面を行き来する際、交差点を回避するバイパス道路として機能している。

### 路線データ
- 起点：吉野郡大淀町大字今木（今木東交差点、国道309号交点）
- 終点：吉野郡大淀町大字西増（比曽口交差点、国道169号交点）

## 路線状況

### 重複区間
- 国道169号（吉野郡大淀町大字桧垣本・矢走口北交差点 - 吉野郡大淀町大字芦原・芦原南交差点）

## 地理

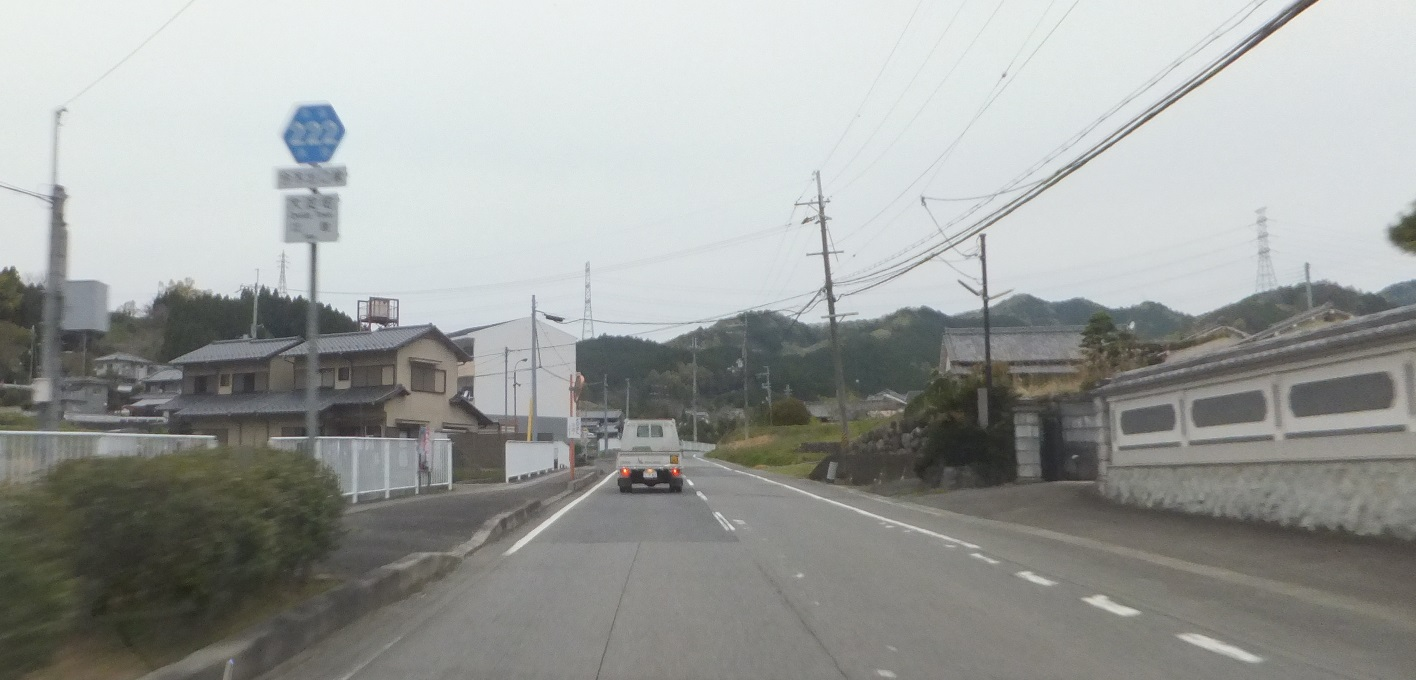
本道の標識
吉野郡大淀町大字比曽で撮影

### 通過する自治体
- 奈良県
  - 吉野郡大淀町

### 交差する道路
| 交差する道路                   | 交差する場所 | 交差する場所                                                                                        |
| ------------------------------ | ------------ | --------------------------------------------------------------------------------------------------- |
| 国道309号                      | 大字今木     | 今木東                                                                                              |
| 奈良県道279号平畑運動公園北線  | 大字岩壺     | |
| 国道169号 重複区間起点         | 大字桧垣本   | 矢走口北交差点                                                                                      |
| 国道169号 重複区間終点         | 大字芦原     | 芦原南交差点                                                                                        |
| 奈良県道269号馬佐清水谷線      | 大字馬佐     | |
| 奈良県道222号今木出口線 / 旧道 | 大字馬佐     | 馬佐西交差点                                                                                        |
| 奈良県道255号寺前千股線        | 大字比曽     | 上比曽交差点                                                                                        |
| 国道169号                      | 大字西増     | 比曽口交差点 / 終点                                                                                 |
| 旧道                           |              | |
| 奈良県道222号今木出口線 / 現道 | 大字馬佐     | 馬佐西交差点 / 旧道起点【北緯34度24分18.5秒 東経135度49分0.2秒 / 北緯34.405139度 東経135.816722度】 |
| 国道169号                      | 大字新野     | 新野交差点 / 旧道終点【北緯34度23分14.6秒 東経135度48分46.6秒 / 北緯34.387389度 東経135.812944度】  |

### 交差する鉄道
- 近鉄吉野線

### 沿線
- 世尊寺（比曽寺跡）